# Equação de estado de Murnaghan
A equação de estado de Murnaghan é a relação entre o volume de um corpo e a pressão a que ele está submetido.  Esta é uma das muitas equações de estado que têm sido usadas em ciências da Terra e física do choque para modelar o comportamento da matéria sob condições de alta pressão.  Deve seu nome a Francis D. Murnaghan que propôs em 1944 refletir o comportamento do material sob uma faixa de pressão tão ampla quanto possível para refletir um fato experimentalmente estabelecido: quanto mais um sólido é comprimido, mais difícil é comprimi-lo ainda mais.
A equação de Murnaghan é derivada, sob certas suposições, a partir das equações da mecânica de meios contínuos.  Envolve dois parâmetros ajustáveis: o módulo de incompressibilidade K0 e sua primeira derivada em relação à pressão, K′0, ambos medidos à pressão ambiente. Em geral, esses coeficientes são determinados por uma regressão em valores obtidos experimentalmente de volume V como uma função da pressão P.  Esses dados experimentais podem ser obtidos por difração de raios X ou por testes de choque. A regressão também pode ser realizada nos valores da energia em função do volume obtido a partir de ab-initio e cálculos de dinâmica molecular.
A equação de estado de Murnaghan é tipicamente expressa como:
{\displaystyle P(V)={\frac {K_{0}}{K_{0}'}}\left[\left({\frac {V}{V_{0}}}\right)^{-K_{0}'}-1\right]\,.}
Se a redução do volume sob compressão for baixa, i.e., para V/V0 maior que aproximadamente 90%, a equação de Murnaghan pode modelar dados experimentais com precisão satisfatória.  Além disso, ao contrário de muitas equações de estado propostas, fornece uma expressão explícita do volume em função da pressão V(P).  Mas o seu alcance de validade é limitado e a interpretação física inadequada.  No entanto, esta equação de estado continua a ser amplamente utilizada em modelos de explosivos sólidos.  Das equações de estado mais elaboradas, a mais utilizada na física da Terra é a equação de estado de Birch–Murnaghan.  Na física de choque de metais e ligas, outra equação de estado amplamente utilizada é a equação de estado de Mie–Grüneisen.

## Plano de fundo
O estudo da estrutura interna da Terra através do conhecimento das propriedades mecânicas dos constituintes das camadas internas do planeta envolve condições extremas; a pressão pode ser contada em centenas de gigapascal e as temperaturas em milhares de graus.  O estudo das propriedades da matéria nessas condições pode ser feito experimentalmente através de dispositivos como célula de bigorna de diamante para pressões estáticas, ou submetendo o material a ondas de choque.  Deu também origem a trabalhos teóricos para determinar a equação de estado, ou seja, as relações entre os diferentes parâmetros que definem neste caso o estado da matéria: o volume (ou densidade), a temperatura e a pressão.
Existem duas abordagens:
- as equações de estado derivadas de potenciais interatômicos, ou possivelmente cálculos ab initio;
- derivado das relações gerais das equações de estado da mecânica e da termodinâmica. A equação de Murnaghan pertence a esta segunda categoria.

Dezenas de equações foram propostas por vários autores.  Estas são relações empíricas, a qualidade e a relevância dependem da utilização que delas se faz e podem ser julgadas por diferentes critérios: o número de parâmetros independentes envolvidos, o significado físico que pode ser atribuído a esses parâmetros, a qualidade dos dados experimentais , e a consistência dos pressupostos teóricos que fundamentam sua capacidade de extrapolar o comportamento dos sólidos em alta compressão.

## Expressões para a equação de estado
Geralmente, a temperatura constante, o módulo de volume é definido por:
{\displaystyle K=-V\left({\frac {\partial P}{\partial V}}\right)_{T}.}
A maneira mais fácil de obter uma equação de estado relacionando P e V é assumir que K é constante, ou seja, independente da pressão e da deformação do sólido, então simplesmente encontramos a lei de Hooke.  Neste caso, o volume diminui exponencialmente com a pressão.  Este não é um resultado satisfatório porque está experimentalmente estabelecido que à medida que um sólido é comprimido, torna-se mais difícil de comprimir.  Para ir mais longe, devemos levar em conta as variações das propriedades elásticas do sólido com a compressão.
A suposição de Murnaghan é assumir que o módulo de volume é uma função linear da pressão:
{\displaystyle K=K_{0}+P\ K_{0}'}
A equação de Murnaghan é o resultado da integração da equação diferencial:
{\displaystyle P(V)={\frac {K_{0}}{K_{0}'}}\left[\left({\frac {V}{V_{0}}}\right)^{-K_{0}'}-1\right]}
Também podemos expressar o volume dependendo da pressão:
{\displaystyle V(P)=V_{0}\left[1+P\left({\frac {K'_{0}}{K_{0}}}\right)\right]^{-1/K'_{0}}}
Esta apresentação simplificada é, no entanto, criticada por Poirier como carente de rigor.  A mesma relação pode ser demonstrada de forma diferente do fato de que a incompressibilidade do produto do módulo e do coeficiente de expansão térmica não depende da pressão para um determinado material.  Esta equação de estado também é um caso geral da relação politropo mais antiga  que também tem uma relação de força constante.
Em algumas circunstâncias, especialmente em relação a cálculos ab initio, , a expressão da energia em função do volume será preferida, a qual pode ser obtido integrando a equação acima de acordo com a relação P = −dE/dV.  Pode ser escrita para K′0 diferente de 3,
{\displaystyle E(V)=E_{0}+K_{0}\,V_{0}\left[{\frac {1}{K_{0}'(K_{0}'-1)}}\left({\frac {V}{V_{0}}}\right)^{1-K_{0}'}+{\frac {1}{K_{0}'}}{\frac {V}{V_{0}}}-{\frac {1}{K_{0}'-1}}\right].}

## Vantagens e limitações
Apesar da sua simplicidade, a equação de Murnaghan é capaz de reproduzir os dados experimentais para uma gama de pressões que pode ser bastante grande, da ordem de K0/2.  Também permanece satisfatório, uma vez que o razão V/V0 permanece acima de 90%.  Nesta faixa, a equação de Murnaghan tem uma vantagem em relação a outras equações de estado se quisermos expressar o volume em função da pressão.
No entanto, outras equações podem fornecer melhores resultados e vários estudos teóricos e experimentais mostram que a equação de Murnaghan é insatisfatória para muitos problemas.  Assim, na medida em que a proporção V/V0 torna-se muito baixa, a teoria prevê que K′ tende a 5/3, que é o limite de Thomas–Fermi.  No entanto, na equação de Murnaghan, K′ é constante e definido para seu valor inicial.  Em particular, o valor K′0 = 5/3 torna-se inconsistente com a teoria em algumas situações. Na verdade, quando extrapolado, o comportamento previsto pela equação de Murnaghan torna-se rapidamente improvável.
Independentemente deste argumento teórico, a experiência mostra claramente que K′ diminui com a pressão, ou em outras palavras, que a segunda derivada do módulo de incompressibilidade K″ é estritamente negativo.  Uma teoria de segunda ordem baseada no mesmo princípio (ver secção seguinte) pode explicar esta observação, mas esta abordagem ainda é insatisfatória.  Na verdade, isso leva a um módulo de volume negativo no limite onde a pressão tende ao infinito.  Na verdade, esta é uma contradição inevitável, qualquer que seja a expansão polinomial escolhida, porque sempre haverá um termo dominante que diverge para o infinito.
Estas importantes limitações levaram ao abandono da equação de Murnaghan, o que W. Holzapfel chama "uma forma matemática útil sem qualquer justificativa física".  Na prática, a análise dos dados de compressão é feita utilizando equações de estado mais sofisticadas.  A mais comumente usado na comunidade científica é a equação de Birch–Murnaghan, segunda ou terceira ordem na qualidade dos dados coletados.
Finalmente, uma limitação muito geral deste tipo de equação de estado é a sua incapacidade de levar em conta as transições de fase induzidas pela pressão e temperatura de fusão, mas também múltiplas transições sólido-sólido que podem causar mudanças abruptas na densidade e no módulo aparente baseadas na pressão.

## Exemplos
Na prática, a equação de Murnaghan é utilizada para realizar uma regressão em um conjunto de dados, onde se obtém os valores dos coeficientes K0 e K′0.  Obtidos estes coeficientes, e conhecendo o valor do volume para as condições ambientais, somos, em princípio, capazes de calcular o volume, a densidade e o módulo aparente para qualquer pressão.
O conjunto de dados é principalmente uma série de medições de volume para diferentes valores de pressão aplicada, obtidos principalmente por difração de raios X.  Também é possível trabalhar com dados teóricos, calculando a energia para diferentes valores de volume por métodos ab initio, e então regredindo esses resultados.  Isto dá um valor teórico do módulo de elasticidade que pode ser comparado com resultados experimentais.
A tabela seguinte lista alguns resultados de diferentes materiais, com o único propósito de ilustrar algumas análises numéricas que têm sido feitas através da equação de Murnaghan, sem prejuízo da qualidade dos modelos obtidos.  Dadas as críticas feitas na seção anterior sobre o significado físico da equação de Murnaghan, estes resultados devem ser considerados com cautela.
| Material                    | {\displaystyle K_{0}} (GPa) | {\displaystyle K'_{0}} |
| --------------------------- | --------------------------- | ---------------------- |
| NaF                         | 46,5                        | 5,28                   |
| NaCl                        | 24,0                        | 5,39                   |
| NaBr                        | 19,9                        | 5,46                   |
| NaI                         | 15,1                        | 5,59                   |
| MgO                         | 156                         | 4,7                    |
| Calcita (CaCO3)             | 75,27                       | 4,63                   |
| Magnesita (MgCO3)           | 124,73                      | 3,08                   |
| Carbeto de silício (3C-SiC) | 248                         | 4,0                    |

## Extensões e generalizações
Para melhorar os modelos ou evitar críticas descritas acima, foram propostas várias generalizações da equação de Murnaghan.  Geralmente consistem em abandonar uma suposição simplificadora e adicionar outro parâmetro ajustável.  Isto pode melhorar as qualidades de refinamento, mas também levar a expressões complicadas.  A questão do significado físico destes parâmetros adicionais também é levantada.
Uma estratégia possível é incluir um termo adicional P2 no desenvolvimento prévio, exigindo que {\displaystyle K=K_{0}+PK_{0}'+P^{2}K_{0}''}.  Resolver esta equação diferencial dá a equação do Murnaghan de segunda ordem:
{\displaystyle P(V)=2{\frac {K_{0}}{K_{0}'}}\left[{\frac {\Gamma }{K_{0}'}}\,{\frac {\left({\frac {V_{0}}{V}}\right)^{\Gamma }+1}{\left({\frac {V_{0}}{V}}\right)^{\Gamma }-1}}-1\right]^{-1}}
onde {\displaystyle \Gamma ^{2}=K_{0}'^{2}-2K_{0}K_{0}''>0}.  Encontrado naturalmente na equação de primeira ordem tomando-se {\displaystyle K_{0}''=0}.  Desenvolvimentos para uma ordem superior a 2 são possíveis em princípio, mas ao custo de adicionar um parâmetro ajustável para cada termo.
Outras generalizações podem ser citadas:
- Kumari e Dass propuseram uma generalização abandonando a condição K = 0 mas assumindo o resultado K / K′ independente da pressão;[20]
- Kumar propôs uma generalização levando em consideração a dependência do parâmetro de Anderson em função do volume.  Posteriormente, foi demonstrado que esta equação generalizada não era nova, mas sim redutível à equação de Tait.[5][21]